# Virtualna zajednica
Virtualna zajednica, e-zajednica ili onlajn zajednica je grupa ljudi koji prvenstveno međusobno deluju putem komunikacijskih posrednika poput novinskih brošura, telefona, elektroničke pošte, internetske društvene mrežne službe (društvenog umrežavanja) ili istovremenih poruka radije nego licem u lice, za društvene, stručne, obrazovne ili druge svrhe. Ako je mehanizam računarska mreža, naziva se onlajn zajednicom. Virtualne i onlajn zajednice su takođe postale dopunski oblik komunikacije između ljudi koji se međusobno poznaju prvenstveno u stvarnom životu. Mnoga sredstva su korištena u društvenom softveru zasebno ili u kombinaciji, uključujući sobe za razgovor (chatrooms) bazirane na tekstu i forume koji koriste glas, video tekst ili avatare. Značajna socio-tehnološka promena je verojatno posledica rastućeg posredovanja takvih društvenih mreža baziranih na Internetu.

## Uvod
Virtualne zajednice, ili onlajne zajednice, se koriste za razne društvene i stručne grupe koje međusobno deluju putem Interneta. To ne znači nužno da postoji snažna veza između članova, iako Hauard Rajngold, autor istoimene knjige, spominje da virtualne zajednice nastaju „kada ljudi nastavljaju javne rasprave dovoljno dugo, sa dovoljnim ljudskim osećajem, da čine mreže ličnih odnosa”. Distribucijska lista elektroničke pošte može da sadrži stotine članova i komunikacija među njima, može biti samo informativna (poslana su pitanja i odgovori), ali članovi mogu ostati relativni stranci i stopa primene broja članova može biti visoka. To je u skladu s liberalnim korištenjem pojma zajednica.
Virtualne zajednice mogu da sintetišu  2.0 tehnologije sa zajednicom, i prema tome su opisane kao Community 2.0, iako su snažne društvene veze skivane onlajn još od prvih dana USENET-a. Online zajednice zavise od društvene interakcije i razmene između korisnika na vezi. To ističe međusobno delovanje elementa nepisanog društvenog ugovora između članova zajednice. Neki od najranijih oblika veb stranica mrežnih 1.0 virtualnih zajednica obuhvatale su Theglobe.com (1994), Geocities (1994) and Tripod (1995). Ove rane zajednice su bile usmerene na zbližavanju ljudi radi međusobnog delovanja jednih s drugima kroz sobe za razgovor i razmenu ličnih informacija i ideja na bilo koju temu preko alata za objavljivanje na ličnoj početnoj stranici koji su prethodnici blogova i fenomena društvenog umrežavanja. Talas Web 2.0 onlajn zajednica je stigao na početku 2000-ih i u osnovi je obeležen virtualnim zajednicama kao što su Flickr, Fejsbuk i Del.icio.us. Sličan trend se počinje pojavljivati između proizvođača gde su onlajn i virtualne zajednice na čekanju. Ove zajednice mogu biti organizacijske, regionalne ili tematske zavisno od poslovanja ili poduzeća. Sa tehničke prespektive, softverski alati vrve u stvaranju i negovanju tih zajednica uključujući Yahoo Groups, Google Groups, LISTSERV, Microsoft Sharepoint i Lotus Connections.
Eksplozivna difuzija Interneta od sredine 1990-ih je takođe podstakla rastuću zastupljenost virtualnih zajednica. Priroda tih zajednica je različita, i koristi koje je Rajngold predvideo nisu nužno ostvarene, ili progonjene, od strane većine. Različite virtualne zajednice imaju različitte nivoe međusobnog delovanja i učestvovanja među svojim članovima. To ima raspon od dodavanja komentara ili oznaka blogu ili poruka u naticanju protiv drugih ljudi u onlajn video igrama poput MMORPG. Mnoge zajednice kojima upravlja Homeover Associations koriste veb stranice kućevlasničkih udruženja za olakšavanje svih komunikacija, poslovnih transakcija i društvenih nastojanja bilo koje vrste. Poput tradicionalnih društvenih grupa ili klubova, virtualne zajednice često se dele u klike (grupe) ili čak odvajaju da bi stvorile nove zajednice. Autorka Ejmi Kim ističe potencijalnu razliku između tradicionalno strukturiranih onlajn zajednica (slanje poruka, sobe za razgovor, itd.), i više individualno centriranih, uzlaznih društvenih alata (blogovi, liste prijatelja za istovremene poruke) i preporučuje lestvicu sticanja popularnosti.
Ugrađivanje virtualnih zajednica u iskustva svakodnevnice i njihov odraz i uticaj na veštine komunikacije i modele oblikovanja identiteta, čine onlajn zajednicu ogromnim istraživačkim poljem.

## Filozofska pitanja
Filozofska radna okruženja su često smatrana u pojmovima njihove epistemologije i ontologije, ali čak se i njihove definicije razlikuju u različitim naučnim poljima.
U društvenim naukama, ontologija je često smatrana kao binarna suprotnost između materijalizma i idealizma, koji su uključeni u prirodu bića i bez obzira da li je potpuno bazirano na ono što postoji materijalno, kao u ranijem, ili da li postoji u umu, kao što je slučaj u kasnijem. U društvenim znanostima, epistomologija obično upućuje na binarnu suprotnost borbe između nominalizma i esencijalizma, koji se bave prirodom znanja, a u informacijskim znanostima upućuje na znati što i znati kako.
Te razlike postaju jasne u istraživanju unutar virtualnih zajednica i dokazuju poteškoće u osnivanju dogovorenih definicija. Rana istraživanja unutar postojanja zajednica baziranih na medijima su smatrana prirodom realnosti, bez obzira dali su zajednice zapravo mogle postojati kroz medije, što bi moglo istraživanje virtualne zajednice smestiti unutar ontološke definicije društvenih nauka. U 17. veku je deo članova londonskog Kraljevskog društva osnovao zajednicu putem razmene slova. „Zajednica bez blizine”, koju je osmislio urbani planer Melvia Veber 1963. godine i „oslobođena zajednica”, koju je analizirao Bari Velman u 1979. godine, započele su moderno razdoblje razmišljanja o zajednicama koje nisu kolokalizovane. Takođe, u kontekstu zamišljene zajednice Benedikta Andersona iz 1983. godine, opisano je kako različite tehnologije, kao što su nacionalne novine, doprinose razvoju nacionalne i regionalne svesti u okviru ranih nacionalnih država.
Mogućnost da virtualne zajednice budu deo informacijskih nauka proizilazi iz pažnje nekih istraživača unutar ontologije uključenih u klasifikaciju subjekata i konstrukciju definicija. Tradicionalna definicija zajednice je geografski zasnovana (susedstvo, selo, itd.). Virtualne su zajednice obično geografski raspršene i zato nisu zajednice pod izvornom definicijom. Neke onlajn zajednice su povezane geografski i poznate su kao zajedničke web stranice. Međutim, ako se zajednice definišu samo po postojanju granice neke vrste između njenih članova i ostatka sveta, onda je virtualna zajednica svakako zajednica.
Virtualna zajednica je komunikacijski i informacijski sistem društvenog umrežavanja čiji učesnici dele zajednički interes, ideje, zadatke ili ciljeve koji međusobno deluju u virtualnom društvu preko vremenskih, geografskih i organizacijskih granica i gde su u mogućnosti da razviju lične veze.

## Životni ciklus članova virtualne zajednice
Životni ciklus članova onlajn zajednice je predložila Ejmi Džo Kim (2000). Ona tvrdi da članovi virtualne zajednice započinju svoj život u zajednici kao posetioci, u konverzaciji, ili putem video okupljanja pri čemu korisnik često ne učestvuje u raspravi. Nakon probijanja barijere, ljudi postaju početnici i učestvuju u životu zajednice. Nakon doprinošenja tokom nekog vremenskog perioda, oni postaju redovni članovi. Ako se probiju kroz drugu barijeru, postaju vođe, i ako doprinose zajednici neko vreme možda mogu postati starješine. Ovaj životni ciklus se može primeniti na mnoge virtualne zajednice, najjasnije buletin ploče, ali takođe i na blogove i viki-bazirane zajednice poput Vikipedije.
Sličan model može biti pronađen u delima Lave & Vengera koji ilustruje ciklus kojim korisnici postaju uključeni unutar virtualnih zajednica koristeći principe zakonitog spoljašnjeg učestvovanja. Oni predlažu 5 tipova pristupa:
1. Spoljašnji (posetilac)- spoljašnje, nestrukturirano učestvovanje
2. Ulazni (početnik)- pridošlica je uložen u zajednicu i kreće prema punopravnom učešću
3. Unutrašnji (redovan)- potpuno odan učesnik zajednice
4. Granični (vođa)- vođa, održava člansko učestvovanje i međusobno delovanje posrednika
5. Izlazni (strarešina)- proces napuštanja zajednice novim odnosima, novim položajima, novim gledištima

### Naučne putanje - onlajn učestvovanja u zajednici
Primer - Jutjub
Vanjska (posetilac)- Promatra zajednicu i gleda sadržaje. Ne dodaje sadržaju zajednice ili raspravama. Korisnik povremeno odlazi na Youtube.com da pogleda video na koji ga je netko uputio.
Ulazna (početnik)- Počinje da se uključuje u zajednicu i da dodaje sadržaj. Probno počinje interakciju u par rasprava. Korisnik komentiriše video drugih korisnika. Potencijalno postavlja svoj video.
Unutarnja (redovan)- Konzistentno dodaje rasprave i sadržaj zajednici. Deluje zajedno sa drugim korisnicima. Redovno postavlja video snimke. Usklađen je trud komentiranja i ocenjivanja video snimaka drugih korisnika.
Granična (vođa)- Prepoznat kao veteransku učesnik. Povezuje se s redovnim da napravi ideje viših koncepata. Korisnik je prepoznat kao doprinosilac gledanju. 
Izlazna (starešina)- Napušta zajednicu zbog raznih razloga: promena interesa, zajednica napreduje u smeru sa kojim se korisnik ne slaže, nedostatak vremena. Korisnik dobije novi posao koji uzima previše vremena da bi se održavala stalna prisutnost u zajednici.

## Motivacije i barijere koje doprinose virtualnim zajednicama
Uspešne onlajn zajednice motivišu onlajn učešće. Neka proučavanja su istraživala metode motivirajućeg učešća u virtualnim zajednicama.

## Ciklus čestite onlajn zajednice
Većina onlajn zajednica raste sporo u početku, shodno činjenici da je snaga motivacije za doprinos obično proporcionalna veličini zajednice. Kako veličina potencionalne publike raste, tako raste i privlačnost pisanja i doprinošenja. To, u paru sa činjenicom da se organizacijske kulture ne menjaju preko noći, znači da stvoritelji mogu da očekuju spori napredak na početku s novom virtualnom zajednicom. Kako više ljudi počinje da uzima učešća, međutim, gore spomenuta motivacija raste, stvarajući čestiti ciklus u kojem više učešća dovodi do doljeg porasta.

## Literatura
- Anderson, Benedict R. O'G. (1983). Imagined communities: reflections on the origin and spread of nationalism. London: Verso. ISBN 978-0-86091-546-1. OCLC 239999655.
- Barzilai, G (2003). Communities and Law: Politics and Cultures of Legal Identities. Ann Arbor: The University of Michigan Press..
- Else, Liz & Turkle, Sherry. "Living online: I'll have to ask my friends", New Scientist, issue 2569, 20 September 2006. (interview)
- Ebner, W.; Leimeister, J. M.; Krcmar, H. (2009). „Community Engineering for Innovations – The Ideas Competition as a method to nurture a Virtual Community for Innovations”. R&D Management. стр. 342—356. Недостаје или је празан параметар |url= (помоћ)
- Farmer, F. R. (1993). "Social Dimensions of Habitat's Citizenry." Virtual Realities: An Anthology of Industry and Culture, C. Loeffler, ed., Gijutsu Hyoron Sha, Tokyo, Japan
- Gouvêa, Mario de Paula Leite (18—21 July 2000). „The Challenges of Building an International Virtual Community Using Internet Technologies”. Internet Society INET 2000 conference proceedings. Проверите вредност парамет(а)ра за датум: |date= (помоћ)
- Hafner, K. (2001). The WELL: A Story of Love, Death and Real Life in the Seminal Online Community. Carroll & Graf Publishers. ISBN 978-0-7867-0846-8.
- Hagel, J. & Armstrong, A. (1997). Net Gain: Expanding Markets through Virtual Communities. Boston: Harvard Business School Press. ISBN 978-0-87584-759-7.
- Jones, G. Ravid; Rafaeli, S. (2004). „Information Overload and the Message Dynamics of Online Interaction Spaces: A Theoretical Model and Empirical Exploration”. Information Systems Research. 15 (2): 194—210. CiteSeerX 10.1.1.127.6976 . doi:10.1287/isre.1040.0023.
- Kim, A.J (2000). Community Building on the Web: Secret Strategies for Successful Online Communities. London: Addison Wesley. ISBN 978-0-201-87484-6.
- Kim, A. J. (24. 1. 2004). „Emergent Purpose. Musings of a Social Architect”. Приступљено 4. 4. 2006.
- Kollock, Peter. 1999. "The Economies of Online Cooperation: Gifts and Public Goods in Cyberspace," in Communities in Cyberspace. Marc Smith and Peter Kollock (editors). London: Routledge.
  - The author has made available an „Online working draft”.
- Kosorukoff, A. & Goldberg, D. E. (2002) Genetic algorithm as a form of organization, Proceedings of Genetic and Evolutionary Computation Conference, GECCO-2002, pp. 965–972.
- Leimeister, J. M.; Ebner, W.; Krcmar, H. (2005). „Design, Implementation and Evaluation of Trust-supporting Components in Virtual Communities for Patients”. Journal of Management Information Systems (JMIS). стр. 101—136. Архивирано из оригинала 23. 6. 2011. г. Приступљено 23. 8. 2010.
- Leimeister, J. M.; Sidiras, P.; Krcmar, H. (2006). „Exploring Success Factors of Virtual Communities: The Perspectives of Members and Operators”. Journal of Organizational Computing & Electronic Commerce (JoCEC). стр. 16 (3&4), 277—298.
- Morningstar, C., F. R.; Farmer (1990). „The Lessons of Lucasfilm's Habitat, The First International Conference on Cyberspace, Austin, TX, USA”.
- Naone, Erica, "Who Owns Your Friends?: Social-networking sites are fighting over control of users' personal information.", MIT Technology Review, July/August 2008
- Neus, A. (2001). „Managing Information Quality in Virtual Communities of Practice; Lessons learned from a decade's experience with exploding internet communication” (PDF). IQ 2001: The 6th International Conference on Information Quality at MIT. Архивирано из оригинала (PDF) 16. 8. 2010. г. Приступљено 23. 8. 2010.
- Parsell, M. (2008). „Pernicious virtual communities: Identity, polarisation and the Web 2.0. Ethics and Information Technology”. 10. 10 (1): 41—56. doi:10.1007/s10676-008-9153-y.
- Preece, J (2000). Online Communities: Supporting Sociability, Designing Usability. Chichester: John Wiley & Sons Ltd. ISBN 978-0-471-80599-1.
- Prodnik, Jernej (2012). „Post-Fordist Communities and Cyberspace, A Critical Approach”. In H. Breslow and A. Mousoutzanis (eds.), Cybercultures: Mediations of Community, Culture, Politics. Rodopi: Amsterdam, New York. стр. 75—100. Приступљено 2. 2. 2013.
- Rheingold, H. (2000). The Virtual Community: Homesteading on the Electronic Frontier. London: MIT Press. ISBN 978-0-262-68121-6.
  - The author has made available an online copy
- Rosenkranz, C.; Feddersen, C. (14. 12. 2017). „?”. Managing viable virtual communities: an exploratory case study and explanatory model. International Journal of Web Based Communities. Архивирано из оригинала 3. 1. 2013. г. Текст „ 5–14 ” игнорисан (помоћ)
- Seabrook, J. (1997). Deeper: My Two-Year Odyssey in Cyberspace. Simon & Schuster. ISBN 978-0-684-80175-9.
- Smith, M. "Voices from the WELL: The Logic of the Virtual Commons" UCLA Department of Sociology.
- Sudweeks, F., McLaughlin, M.L. & Rafaeli, S. (1998). Network and Netplay Virtual Groups on the Internet. MIT Press..
  - Portions available online as: Journal of Computer Mediated Communication, 2 Архивирано на веб-сајту  (29. јануар 2013)
- Van der Crabben, Jan. „Performed Intimacy in Virtual Worlds”. Архивирано из оригинала 31. 5. 2009. г.
- Barry Wellman, "An Electronic Group is Virtually a Social Network." Pp. 179–205 in Culture of the Internet, edited by Sara Kiesler. Mahwah, NJ: Lawrence Erlbaum, 1997. Translated into German as "Die elektronische Gruppe als soziales Netzwerk." Pp. 134–67 in Virtuelle Gruppen, edited by Udo Thiedeke. Wiesbaden: Westdeutscher Verlag, 2000.
- Trier, M. (2007). Virtual Knowledge Communities – IT-supported Visualization and Analysis. Saarbrücken. ISBN 978-3-8364-1540-8.. Germany: VDM Verlag Dr. Müller. (. ).
- Urstadt, Bryant, "Social Networking Is Not a Business: Web 2.0—the dream of the user-built, user-centered, user-run Internet—has delivered on just about every promise except profit. Will its most prominent example, social networking, ever make any money?", MIT Technology Review, July/August 2008

## Spoljašnje veze
- http://www.rheingold.com/vc/book/intro.html